# 오노리촌
오노리촌(일본어: 大乗村)은 일본 히로시마현 도요타군에 있던 촌이다. 현재의 다케하라시의 일부에 해당한다.